# Pelayos (kommunhuvudort)
Pelayos är en kommunhuvudort i Spanien.   Den ligger i provinsen Provincia de Salamanca och regionen Kastilien och Leon, i den centrala delen av landet, 160 km väster om huvudstaden Madrid. Pelayos ligger 930 meter över havet och antalet invånare är 131.
Terrängen runt Pelayos är platt. Runt Pelayos är det mycket glesbefolkat, med 7 invånare per kvadratkilometer. Närmaste större samhälle är Guijuelo, 13,0 km sydväst om Pelayos. Trakten runt Pelayos består till största delen av jordbruksmark.